# 森長英三郎
森長 英三郎（もりなが えいざぶろう、1906年1月10日 - 1983年6月1日）は、日本の弁護士。徳島県出身。
小学校を首席で卒業し、県立農学校（後の徳島県立城西高等学校）に学ぶ。作家を志して明治学院に進むが除籍となり、山谷や浅草で放浪生活を送り帰郷。再上京後、1932年に日本大学を卒業。1936年、弁護士登録。治安維持法違反事件を担当、戦後は自由法曹団に参加、労働事件を担当。三島由紀夫「宴のあと」訴訟でプライバシー権を提起、大逆事件の再審請求も担当。

## 著書
- 生産管理の法律問題 日本産業労働調査局編 研進社 1948（産労叢書）
- 労働者の為の労働基準法逐条解説 ナウカ社 1949
- 労働協約と就業規則 労働法律旬報社 1953
- 労働訴訟の手引 労働法令協会 1954
- やさしい労働法 「生きた法」をさぐる 日本評論新社 1956
- 大石誠之助の情歌 西村記念館 1965（新宮シリーズ）
- 史談裁判 日本評論社 1966
- 風霜五十余年 大逆事件 私家版 1967
- 史談裁判 続 日本評論社 1969
- 史談裁判 第3集 日本評論社 1972
- 山崎今朝弥 ある社会主義弁護士の人間像 紀伊国屋新書 1972
- 史談裁判 第4集 日本評論社 1975
- 禄亭大石誠之助 岩波書店 1977.10
- 裁判自由民権時代 日本評論社 1979.8 （日評選書）
- 足尾鉱毒事件 日本評論社 1982.3 （日評選書）
- 日本弁護士列伝 社会思想社 1984.6
- 新編史談裁判 日本評論社 1984.6 （日評選書）
- 内山愚童 論創社 1984.1

## 共著
- 弁護士案内 正木ひろし共著 実業之日本社 1961
- 弁護士の選び方 悪い弁護士・良い弁護士 正木ひろし共著 弘文堂 1964 （フロンティア・ブックス）
- 大石誠之助全集 仲原清共編 弘隆社 1982
- 山崎今朝弥 地震・憲兵・火事・巡査  岩波文庫 1982。編・解説
- 荒畑寒村 大逆事件への証言　新泉社 1975。編・解説

## 参考
- 日本人名辞典